# Chantre (christianisme)
Pour les articles homonymes, voir chantre.
Le chantre (du latin cantare, chanter, qui a donné cantor — forme latine de chantre) ou conducteur de louange assure un ministère de chanteur principal, et généralement instructeur, dans une église, avec des responsabilités pour la chorale ou l'équipe de louange dans la messe ou le culte, ainsi que les répétitions.
Dans un lieu de culte catholique, le rôle des chantres a longtemps été considéré comme nécessaire pour faire entendre la parole divine, texte et musique étant liés, selon une tradition qui remonte à l'Antiquité. Leur statut peut être celui de clercs mais aussi de laïcs. Ils sont devenus beaucoup moins fréquents dans l'Église catholique. Les chantres sont toujours présents dans les Églises anglicane et luthérienne. Dans les églises chrétiennes évangéliques, le chantre est appelé conducteur de louange.

## Origine
Le chantre tire son origine des lévites qui avaient la responsabilité de chanter et jouer de la musique dans le temple. Sous le règne du roi David, quatre mille chantres, dirigés par des chefs et des présidents, chantaient les louanges du Seigneur dans le Temple de Jérusalem. Les 150 Psaumes en gardent la mémoire. La fonction de chantre existe toujours dans le judaïsme, sous le nom de hazzan.
Dès que le développement du culte public, dans l'Église chrétienne eut produit une gradation hiérarchique dans les diverses fonctions, l'emploi de chantre devint un ministère spécial, et fut élevé à la dignité d'ordre mineur dans la hiérarchie ecclésiastique, comme celui de lecteur, de diacre et de sous-diacre : Si quis episcopus, vel presbyter, vel diaconus, vel subdiaconus, vel lector, vel cantor, vel ostiarius, etc. (Concile in Trullo, années 691-692, canon 4e). L'idée, essentielle, a également été énoncée à partir de Saint Augustin (commentaire du psaume 74 : 74.1) et a donné, sous une forme proverbiale : « Qui bene cantat, bis orat ».

### Les premiers siècles
II y eut, dans l'Église primitive, des chantres dits psalmistes, qui paraissent avoir été regardés en certains lieux comme constituant un ordre mineur à part. L'institution des chantres, comme ordre dans l'Église, n'arriva guère que vers le commencement du IVe siècle. Les chantres reçurent alors le nom de cantores canonici, « chantres canoniques » (d'après le grec κανονικοί ψαλται / kanonikoí psaltai, « joueurs de psaltérion canoniques) — ce qui indique qu'ils furent inscrits dans le Ve canon, ou catalogue des clercs, et séparés ainsi du reste du corps de l'Église. C'est le relâchement et la négligence qui s'étaient introduits dans l'exercice de la psalmodie, qui rendirent cette institution nécessaire.
L'ordre des chantres est institué par le concile de Laodicée (Can. XV). Le concile de Laodicée, tenu l'an 360, ordonne (canon 15) qu'il n'y aura que les chanoines-chantres qui sont aux hautes chaires et qui lisent dans les livres, qui chanteront dans l'église : « En dehors de ceux qui sont régulièrement établis chantres, et qui chantent sur le livre, il ne faut pas que d'autres montent au pupitre, et chantent dans l'église. » Le chant exclusivement exécuté par les chantres ecclésiastiques ne tarda pas à prévaloir dans les Églises occidentales. Saint Grégoire alla même jusqu'à l'interdire à la masse des prêtres et des diacres, et ordonna qu'à l'avenir les sous-diacres (ou, à défaut, des clercs appartenant aux ordres mineurs) seraient employés à cette fonction, de sorte que les chantres en titre chantaient les hymnes et les psaumes, tandis que tout le reste de l'Assemblée écoutait en silence. C'est encore ainsi que le chant s'exécute dans la chapelle du souverain pontife et au chœur des grandes basiliques romaines.
La nature des fonctions que les chantres exerçaient dans l'Église primitive est exprimée par le mot grec ὑποβολεῖς / hupoboleīs, « souffleurs », traduit en latin par monitores ou inspiratores, ou encore suggestores, psalmi pronnuntiatores ; ils entonnaient les psaumes, c'est-à-dire qu'ils prononçaient isolément la première moitié du verset, et que le peuple l'achevait. Le nom de moniteur était donné, dans l'antiquité profane, à ceux qui prononçaient la prière à haute voix. Dans les documents anciens qui font mention des chantres, les Canons apostoliques (Can. LXIX), les Constitutions apostoliques (L. n. c. 57), le concile de Laodicée (Can. XXV), Saint Ephrem (XCM. De secund advent.), la liturgie de S. Marc, les distinguent nettement les uns des autres. Justinien établit aussi cette distinction quand il atteste que de son temps l'Église grecque de Constantinople comptait vingt-six chantres et cent dix lecteurs.
Isidore de Séville VIIe siècle :
« Il importe que le chantre soit remarquable par sa voix et par son art, de façon à entraîner les âmes des auditeurs par l’agrément du doux plaisir. Sa voix ne sera pas âpre et sourde mais sonore ; elle ne sera pas rauque mais agréable, mélodieuse ; non pas fausse mais juste et nette (et capable de tenir les hauteurs du registre ; formant une sonorité et un dessin mélodique (en accord avec une religion sainte, en évitant de retentir comme un art de tragédien, mais au contraire manifestant dans son agencement musical une simplicité chrétienne, qui ne sente pas la mimique du poète-musicien, ou l’art du théâtre, mais qui exerce un ébranlement plus profond chez les auditeurs. »
C'est Grégoire le Grand qui institua une école de chantres.
«  Il institua aussi une école de chantres qui, de nos jours encore, se fait entendre dans la sainte Église romaine selon les règlements par lui édictés. Il fit construire, à l'usage de cette schola, deux demeures avec biens-fonds (: l'une voisine des degrés de la basilique de saint Pierre Apôtre, l'autre contiguë aux édifices du palais patriarcal du Latran. C'est là que, jusqu'à ce jour, ont été conservés, avec une légitime vénération, le lit sur lequel il s'étendait pour enseigner le chant, la férule avec laquelle il menaçait les enfants, ainsi que son antiphonaire authentique. Par une clause de l'acte de donation, il répartit, sous peine d'anathème, les titres de propriétés entre les deux fractions de la Schola, comme récompense de leur service quotidien  »
— Jean Hymonides, dans Vita S. Gregorii Magni, lib. II, 6-10.
Cet art se développa ensuite sous le Carolingiens et Charlemagne. Amalaire de Metz, Aurélien de Réomé, Raban Maur écrivent sur l'art de la chantrerie[réf. nécessaire].

## Église catholique
Ce chœur, liturgique, ou parfois aujourd'hui simplement grégorien, est aussi appelé, en latin, schola cantorum (école des chantres, puisque tous ses membres étaient formés dans ce cadre et qu'ils étaient dirigés par le « maître de musique » ou, comme on dit aujourd'hui, le maître de chapelle). Cet ensemble vocal, à l'origine assez peu nombreux (douze à quinze chanteurs adultes environ, non compris les garçons, moitié moins nombreux), est également appelé psallette (nom également donné à l'espace où, originellement, se chantent les psaumes). La tribune des chantres est la cantoria. Les chantres pouvaient (peuvent) monter sur le jubé (dans les rares endroits où il en existe encore) pour être vus et entendus. Le chancel ou balustrade les séparait des laïcs. Quelques-uns des chantres pouvaient se réunir autour du lutrin (qui peut être à deux faces), en bois, à certains moments de l'office. Anciennement, ce pupitre, appelé « aigle » puisqu'il a la forme d'un aigle aux ailes déployées, était utilisé dans le chant grégorien, monodique, et dans des modes d'exécution de ce répertoire où un volume unique était lu par plusieurs chantres (en particulier dans le chant sur le livre c'est-à-dire l'improvisation polyphonique à partir d'un texte liturgique écrit pour une seule voix).
Les chantres d'église sont très fréquemment représentés sur les enluminures médiévales des antiphonaires et autres livres liturgiques pour accompagner le début du Psaume 96 : Cantate Domino canticum novum (Chantez au Seigneur un chant nouveau).
« [Les chantres pratiquent l'art de la psalmodie] au moyen duquel ils peuvent communiquer l'ardeur de leurs affections, il est raison nable qu'ils tirent du dedans de leur âme au dehors ce qu'ils y ont, et qu'ils en fassent voir le fond et passer en autruy ce qui est en eux. De plus, la psalmodie, augmentant les mouvements de l'urne, l'échauffé et l'en flamme en telle façon, que ses désirs, prenant comme des ailes, l'enlèvent toujours plus haut, dressent leur vol au ciel, maintiennent un doux accord de l'âme avec Dieu, séparent l'esprit de la terre, le dépouillent des sens, font oublier à l'homme l'amour des créatures et celuy de soy-mesme, pour l'attacher à celuy de son créateur, et le font éloigner des tempeslueux exercices du monde, pour aller fondre dans le sein de celte tranquillité céleste, dans le port de cette béatitude éternelle, qui est de ne penser qu'à Dieu et de ne désirer que luy. Que si la voix d'un seul chantre opère en luy et se coulant cet effet admirable, combien plus grand deviendra-t-il, quand les voix de plusieurs chanoines animés d'un mesme chant, d'un mesnie vœu, d'un mesme désir, élèveront, par un commun effort, leurs affections au ciel et les attacheront par un commun désir de charité au principe de leur félicité. Et quoy les chanoines seront-ils au chœur, pour n'y servir que dénombre. »
— cité par Migne
Au début du XIIIe siècle, le pape Innocent III compte les chantres parmi eux six ordres de clercs. Quand la fonction de chantre cessa d'être attachée à l'un des ordres mineurs pour être confiée à des laïcs, le titre resta, dans les chapitres cathédraux et autres, comme une dignité capitulaire, conférant des devoirs, des droits et une préséance. Dans celui de Paris, le chantre est le second dignitaire : il avait autrefois la juridiction sur tous les maîtres et maîtresses d'école de la ville, des faubourgs et de la banlieue, ainsi que sur toutes les personnes qui dirigeaient des pensions, et même sur les répétiteurs de l'Université.

### Rôle du chantre

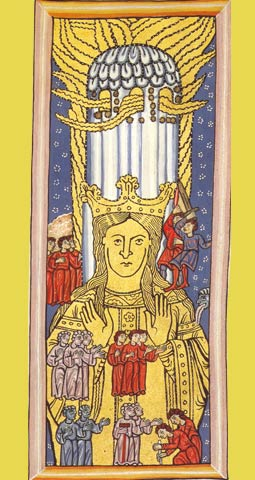
Miniature tirée du Scivias de sainte Hildegarde de Bingen, XIIe siècle : sous la Vierge et l'Esprit Saint, qui inondent l'Église de grâce et de lumière, toute l'Église en ses membres dont le grand chantre reconnaissable à son bâton cantoral avec la crosse en forme de tau (lettre grecque pour le T majuscule).

Un grand chantre préside au chant dans les églises cathédrales, les églises collégiales et dans quelques monastères. Il est distinct du maître du chœur et des choristes, eux aussi appelés « chantres ».
Grands chantres, chantre(s), en latin cantor, præcentor, choraules (appellation surprenante : à l'époque antique, celui qui accompagne le chœur avec l'aulos, précurseur du hautbois), Precentor Cantores qui et chor-episcopi (concile de Cologne, 1536) ou encore, chor-évêques,  Archichorus. Il y a des ordinaires romains très anciens qui le qualifient d'Archiparaphonista ou de paraphonista ,,

On a gardé les noms de trois grands chantres de l'an 1007 de l'église d'Auxerre :
- Beraldus (Béralde) qui a son obit[12] au 13 novembre, Sacerdos et perfectus Cantor (« prêtre et chantre accompli »).
- Ingo au 2 décembre, Canonicus et Cantor eximius (« chanoine et chantre éminent »).
- Lesgincus au 12 décembre,  Levita et perfectus Cantor ("Lévite - ministre du temple, dignitaire - et chantre accompli").

Ce terme en droit canonique désigne un haut dignitaire du chapitre, le chanoine qui présidait au chant choral liturgique, dans les églises, les cathédrales et les collégiales, désigné le plus souvent par l'évêque et qui, à Paris et dans les grandes villes de France, assurait aussi tant la direction de l'école cathédrale que celle de tous les établissements scolaires et des petites écoles. On peut l'assimiler à un directeur d'établissement scolaire, mais pas à un professeur.
Le chantre, grand-chantre ou préchantre, troisième dignitaire du chapitre (après le doyen et le sous-doyen), avait pour mission, dans les collèges de chanoines, de donner le ton du chant (d'entonner le chant, c'est-à-dire de chanter l'incipit, les premiers mots de la prière chantée) et de commander au lutrin avec le bâton cantoral. Il suppléait le doyen dans la présidence du chapitre, en cas d'absence ou pendant la vacance du décanat. Il occupait au chœur la première stalle haute de gauche en entrant, qui est celle du premier vicaire dans les églises paroissiales. Il était chargé de la police de l'église, en ce qui concernait les causeries et conversations particulières. Au chantre appartenait l'installation des chanoines nouvellement élus, et cet honneur insigne avait rendu les fonctions de chantre si recommandables que tout ce qui pouvait les amoindrir ou en ternir l'éclat était scrupuleusement évité.
Cette fonction, une des plus hautes du chapitre, faisait que le chantre portait une chape et surtout un bâton cantoral. Il portait le titre de Monseigneur, et s'il devait hommage à l'évêque en tant qu'homme lige, il pouvait ensuite le devenir.
Le chantre avait la haute-main sur la partie vocale du culte, sans la diriger, et prenait soin des livres qui y servaient. Dans un monastère, il écrivait les rouleaux des morts et les lisait au chapitre ayant de les envoyer. Il pouvait être bibliothécaire et archiviste. Il avait un aide, moine comme lui, qu'on appelait sous-chantre, succentor.
À Chartres : En 1198 l'évêque Renaud, considérant la grandeur de la dignité de chantre et la modicité des revenus de son personnat, conféra à Crépiu de Dreux qui en était alors revêtu, la prébende dite de Courville, en l'église et couvent de Saint-Jean-en-Vallée. Le Chapitre ajouta à ce bienfait une redevance de cent sous à percevoir chaque année sur le compte de la Purification (2 février). L'assassinat du chantre Renaud de l'Épine, dans la nuit du 22 août 1253, au moment où il se rendait à matines, servit de prétexte pour la clôture du cloître.
Le chantre était aussi un des premiers dignitaires dans les abbayes. On l'appelait pré-chantre à Cluny. À Cluny, le même moine était à la fois chantre et responsable de l’armarium, petite pièce - ou placard - de rangement des livres de chant liturgique d'usage courant, (antiphonaires, tropaires, graduels ; missels, cantatorium) dont naturellement le chantre était chargé. Plus tard, cet emploi fut réservé à ceux qui avaient de grandes connaissances musicales.

#### Rôle du chantre dans la liturgie

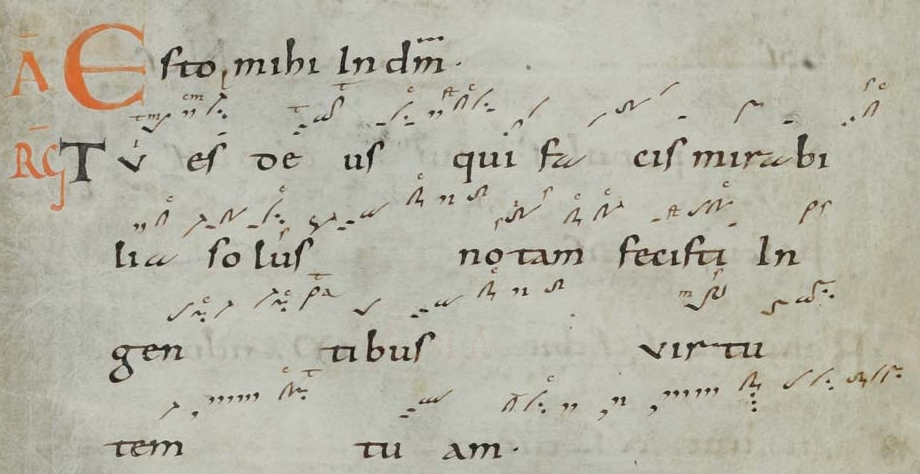

Le chantre « annonçait l'antienne » (= l'entonnait et donc en chantait l(incipit) : il donnait le ton à l'évêque et chantait en premier. De cette manière il donnait la mesure. Le concile de Mexique (ou de Mexico), tenu en 1585, réglait les fonctions de chantre et disait qu'il devait faire mettre toutes les semaines, dans le chœur, un tableau où l'ordre du service divin était marqué, qu'il devait y désigner ceux des dignitaires, chanoines ou autres ecclésiastiques qui étaient chargés de réciter, lire ou chanter les différents offices, d'entonner les versets, les répons ou les psaumes.
Le chantre, selon saint Isidore, est celui qui est chargé de chanter l'office, de dire les bénédictions, les louanges, l'Offertoire, les répons, et tout ce qui concerne l'art du chant : Ad psalmistam pertinet officium canendi, dicere benedictiones, laudes, sacrificium, responsoria, et quicquid pertinet ad cantandi peritiam. Durand de Mende, expliquant ce passage de la célèbre lettre à Luitfrid, dit que [le chantre entonne] les bénédictions, le Benedicamus Dominum, louanges, l'Alleluia, ou le Christus vincit ou le Christus regnat, l'Offertoire, le répons et l'office de la messe, et généralement tout ce qui se chante. Honorius d'Autun compare les chantres à des apôtres : Cantores, qui regunt, sunt apostoli, qui Ecclesias laudes Dei instruxerunt. Et on lit dans les lois alphonsines : « Chantre, lanto qui ère decir como cantar : y pertenece a su oficio de comenzar los responsos, y los hyranos, y los olro» cantos, que se hubiere de canlar : tam bien en las procesiones, que se hicieren en ul coro, como en las procesiones que se fieren fuera del coro : y el debe mandar a quien lea, o cante, las cosas que fueren do leer, o canlar, y a eldeben obedecer los aco.lilos, y los leclores, y los psalmistas.

#### Rôle du chantre dans les écoles

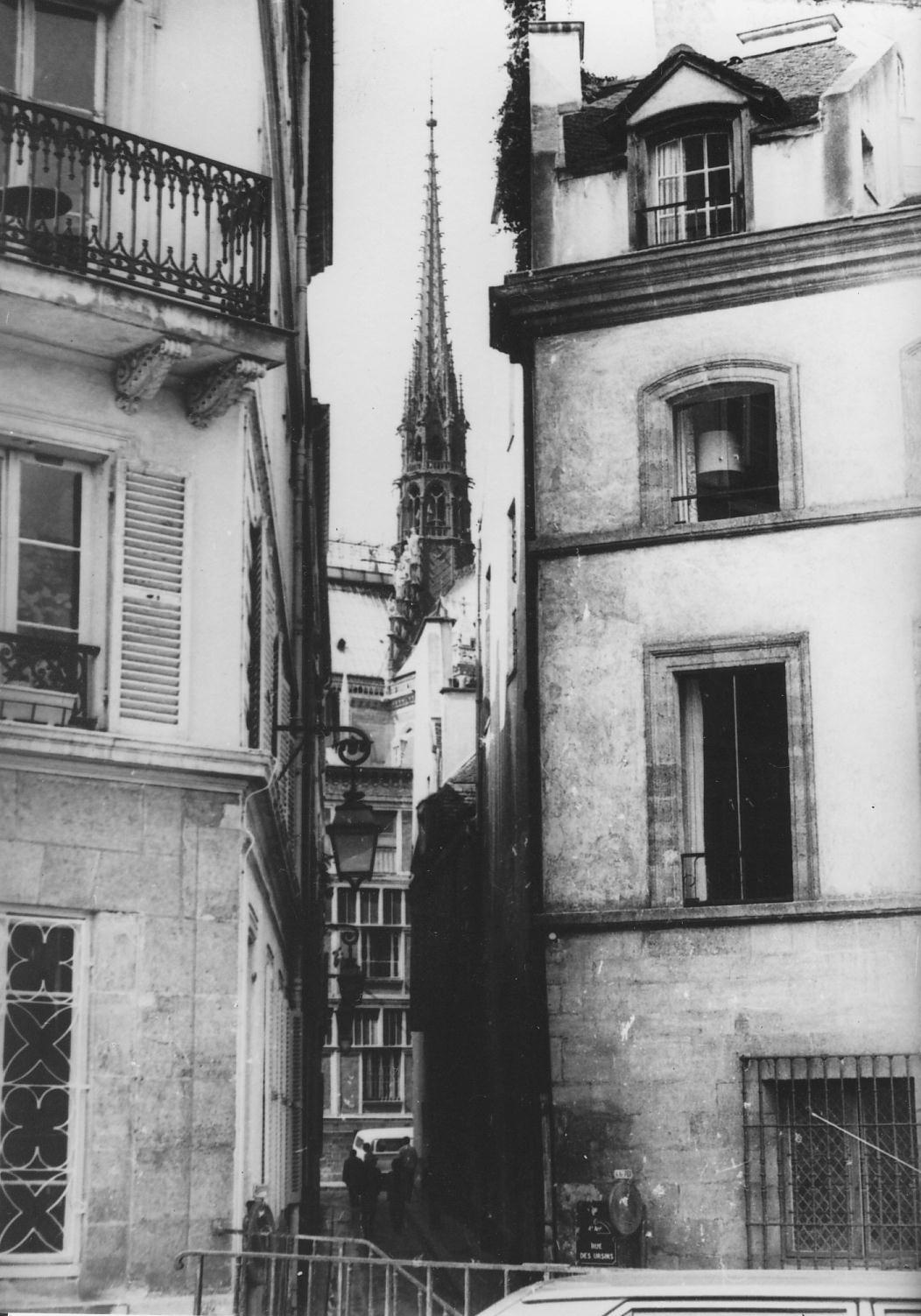
La rue des Chantres à Paris, qui donne sur la cathédrale Notre-Dame de Paris, et proche de l'école cathédrale.

Le chantre (ou Ecolâtre) de Notre-Dame de Paris était le chef du service divin, du chant et de la lecture et aussi, le chef de toutes les Petites Écoles de Paris. Il avait droit de réprimande sur les chapelains et les clercs comme de juridiction sur les maîtres et les maîtresses et il avait pour ceci un vice-gérant, un promoteur et un greffier, un tribunal et une officialité où se réglaient les éventuels conflits. Il fixait le nombre des écoles et des élèves qu'elles pouvaient recevoir et leur faisait une visite annuelle. Il rédigeait des statuts promulgués dans un synode annuel, auquel tout le personnel enseignant se devait d'assister, et un règlement : par exemple, décrétant que les maîtres ne pourraient enseigner que les garçons, et les maîtresses que les filles. Si les écoliers payaient une rétribution à leur maître, chaque maître en payait une au chantre : il recevait le serment des maîtres et maîtresses des Petites Écoles, leur renouvelait chaque année leurs lettres de maîtrise, percevait des revenus provenant des droits d'ouvrir une Petite École et d'enseigner, que seul le chantre pouvait accorder. Quelques maîtres, pour se soustraire à ces droits, tenaient leur école dans des lieux secrets ou écartés, appelés écoles buissonnières. Lorsque vers l'an 1699, il fut établi, dans chaque paroisse de Paris, une école gratuite, dite de Charité (écoles de Nicolas Barré), le chantre de Paris s'y opposa de toutes ses forces, sans succès.

#### Rôle du sous-chantre
À Chartres, les fonctions du sous-chantre (succentor) consistaient à répondre au chantre et à le suppléer dans son office de directeur du lutrin. Il occupait au chœur la seconde stalle haute à partir de celle du chantre, c'est-à-dire la troisième stalle de gauche en entrant par la nef. Le plus ancien sous-chantre dont les titres nous donnent le nom est Agobert, qui devint évêque de Chartres, vers 1049.
Le mandé, mandatum, était une cérémonie très ancienne dans l'église de Paris. Le diacre et le sous-diacre, laveraient, chaque jour, dans le réfectoire, les pieds à treize pauvres, qui seraient reçus par le semainier, ou, si le semainier était soit moine soit régulier, par le sous-chantre. Le sous-chantre, appelé proviseur du mandé dans plusieurs titres du XIIIe siècle, ou, en son absence, le maître des enfants de chœur, devait présider à la cérémonie, et distribuer quatre deniers à chacun des treize pauvres, auxquels il baisait les mains ; quatre deniers à chacun des trois ministres du maître-autel ; deux deniers à chacun des trois enfants de chœur qui les assistaient, et un denier à chacun des deux serviteurs ou servants chargés de préparer l'eau. Le chapitre maintint d'ailleurs l'ancienne institution relative aux deux pauvres clercs du carême et aux cinquante pauvres du jeudi-saint, et assigna, pour le service des distributions prescrites, des fonds qui devaient être administrés par le sous-chantre.

#### Rôle des chantres choristes
On distinguait les chantres d'église et les chantres de la cour, c'est-à-dire de la Chapelle du Roi.
Dans beaucoup d'églises, il y avait (ou : il y a encore) un corps de chantres, formé de choristes professionnels, distinct du chœur de chanoines : c'est ce que les rubriques et les liturgistes appellent la Schola cantorum ou simplement Schola (appellations actuelles qui renouent avec la tradition primitive) ; on l'appelait plus fréquemment le Chœur des Chantres, ou la psallette. « Ce chœur de chantres peut être divisé en deux groupes, un de chaque côté du chœur de l'église ; on leur assigne des places dans les rangs inférieurs des stalles ou bancs, ou en quelque autre lieu convenable de telle sorte qu'ils ne nuisent pas à la régularité des fonctions liturgiques. En certaines églises, leurs sièges sont établis au milieu du chœur, devant le lutrin ». Ils chant(ai)ent seuls, par deux ou en groupe plus ou moins complet.
Ils étaient (et sont encore) formés dans des écoles de chant (les maîtrises), ces scholæ créées par le pape saint Grégoire le Grand à la fin du Ve siècle. Dans ces écoles relevant de chapitres cathédraux ou d'églises collégiales, les élèves (ou enfants de chœur), qu'on appelle parfois pueri cantores (« enfants chantres », ou « chanteurs »), recevaient (reçoivent) un enseignement musical approfondi, la musique étant un des sept « arts libéraux » du Moyen Âge (et du quadrivium). Ils jouaient (jouent) un grand rôle dans le déroulement musical des Offices, et, à Paris comme ailleurs, ils côtoyaient (côtoient) et se mêl(ai)ent aux choristes adultes, eux-mêmes anciens enfants de chœur devenus chantres professionnels (dont les principaux - les chefs de pupitres - pouvaient être aussi chanoines - souvent de rang inférieur malgré tout). La musique occidentale est née du chant grégorien (ou plain-chant) et de la musique polyphonique pratiquée par ces ensembles vocaux. On y chantait les pièces du Kyriale, le Propre de la Messe, les Offices des Heures (les Vêpres). 
À Rouen, au XVIe siècle, il y avait quatre collèges de chantres, et dans l'un, fondé par Pierre de Cormion, les chantres devaient vivre en communauté sous le même toit. « Il leur était défendu, par des statuts, de hanter les tavernes, les jeux de paumes, de boules et autres lieux publics et brelans, d'amener des chiens à l'église, sous peine d'amende, de louer leurs chambres de collège, de porter des bréviaires ou autres livres au chœur, de lire pendant l'office, et de ne point commencer un verset que l'autre n'eût été entièrement achevé. Ils étaient obligés de savoir le psautier et le chant par cœur ». Ces interdictions, qui n'ont rien de très surprenant, témoignent surtout du fait qu'un certain laisser-aller se faisait jour, à cette époque (sans doute au XVIe siècle) et qu'on souhaitait l'éviter ou y remédier. Plus fréquemment, les chantres-choristes vivaient indépendants, en ville, où ils pouvaient enseigner leur art à domicile (chez eux ou dans les hôtels particuliers des personnes aisées).
Dom Prosper Guéranger fait état d'une brouille survenue entre les chantres de Rome et ceux de France, au temps du pape Grégoire le Grand, et de Charlemagne : les chantres de Gaule affirmaient chanter mieux que les chantres de Rome. Le pape Adrien donna alors à Charlemagne deux de ses chantres, Théodore et Benoît, et Charlemagne de retour en France, les plaça à Soissons et à Metz, qui devint la meilleure école de chant du Royaume. Dans le capitulaire de la diète de Thionville Charlemagne décida que tous les chantres viendraient se former à la schola de Metz  C'est depuis cette brouille que tous les chantres français auraient appris le chant romain qu'ils appelèrent ensuite chant français. À Metz on découvrit au cours de fouilles dans le sol de l'église, des pots de résonance destinés à amplifier (et à magnifier) la voix des chantres.
Quoi qu'il en soit, partout le développement de la technique vocale aida grandement les chanteurs. Plus tard (de la fin du XVIe au milieu du XIXe siècle environ), on s'aida aussi d'un instrument de soutien de la voix : le serpent (basse du cornet à bouquin), instrument à vent et à anche.
Jean de Gerson, le chancelier de la cathédrale, Notre-Dame de Paris rédigea en 1408 un règlement intérieur de cette école, Doctrina pro Pueris Ecclesiæ Parisiensis (Doctrine pour les enfants de l’Église de Paris) dans lequel il abolissait également le déchant, pratique polyphonique ancienne et relativement simple, au profit du plain-chant monodique et d'un contrepoint à la polyphonie plus élaborée que celle du déchant.

Actuellement, Notre-Dame de Paris compte deux chœurs pour enfants, la pré-maîtrise et le chœur d'enfants. 

### Usages et coutumes

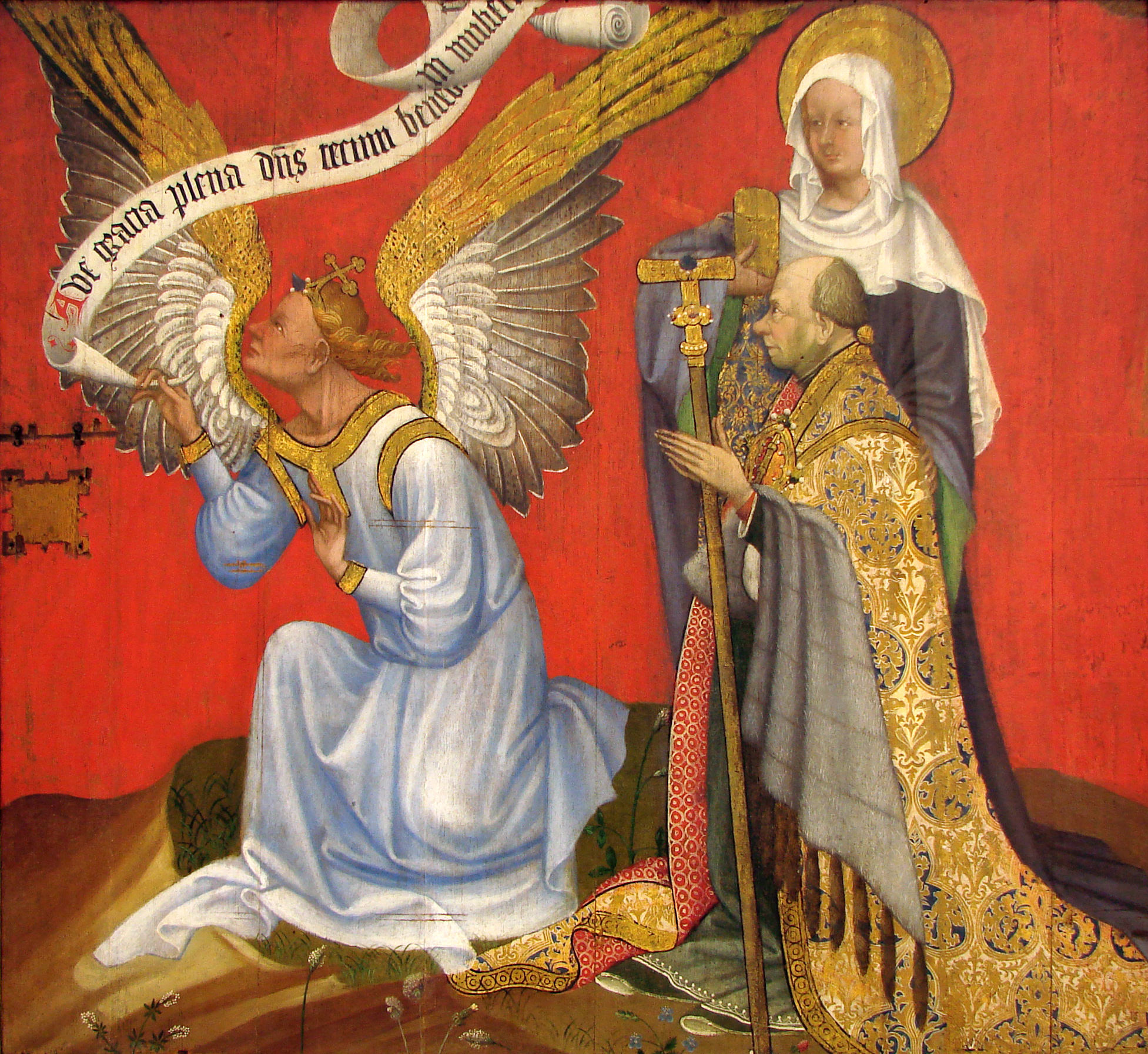
Volet de retable (volet de droite d'un retable de l'Annonciation, seul panneau conservé, auteur inconnu), exécuté vers 1410, peinture à l'huile sur chêne. Derrière l'archange Gabriel, sainte Marie-Madeleine et le commanditaire de l'œuvre, Pierre de Wissant, chanoine et chantre de la cathédrale de Laon. Il tient le bâton de chantre (le Tau), insigne de sa fonction. Le retable était destiné à orner la chapelle de la cathédrale où il avait été autorisé à se faire enterrer. Musée de Laon.

« Le jour de Pâques et le jour de la Pentecôte, entre None et Vêpres, tout le clergé allait (jusqu'à la fin du XVIe siècle) quérir processionnellement M. le chantre chez lui, et par reconnaissance et par civilité il leur présentait à boire ; faute de quoi cela s'est aboli. C'était pourtant un honneur quasi épiscopal, et un des plus beaux qu'une dignité de chapitre pût avoir. » (A Saint-Aignan d'Orléans.).
« À l'installation des chanoines de cette église (Saint-Pierre-en-Pont [d'Orléans]) le chantre fait toucher au nouveau chanoine l'Antiphonaire qui est sur l'aigle au milieu du chœur, pour lui marquer qu'il est obligé de chanter.».
« Le préchantre, comme le doyen des chanoines, prenait double portion au chapitre de la cathédrale de Paris. Qui bene præsunt, duplici honore digni sunt. Aussi ne pouvaient-ils s'absenter du chœur.».

### Chantres catholiques
Il reste des listes de grand-chantres, par exemple de Dol ou du Québec  On a gardé le portrait de chantres moins célèbres :
- Pierre le Chantre
- Adam de Saint-Victor
- Sceau de Pierre Poucin chantre de Senlis.

## Orthodoxie

### Le rôle du chant dans la liturgie byzantine
L'idée de chant par toute la congrégation étant absente de l'histoire de l'orthodoxie, l'office est réparti entre le clergé (diacre pour les ecténies ou prêtre pour les prières) et le chœur, aussi appelé kliros (mot d'origine grecque dont vient aussi le mot clerc). Si certains textes sont faits pour être lus par le chœur, une grande partie de l'office est néanmoins destinée à être chantée ; durant la Semaine Lumineuse, toute prière normalement lue par un membre du chœur est même exclue de l'office, qui doit être intégralement chanté (hormis les prières du prêtres, qui ne sont néanmoins jamais lues mais plutôt scandées). Le chant, qui exprime la joie de l'âme, est donc au centre de l'action liturgique : les offices plus pénitentiels (les petites complies, mais aussi certains offices du Carême) comportent donc une plus grande partie de textes faits pour être lus, prières ou psaumes. Le concept de « messe basse » n'a jamais existé dans l’Église orthodoxe, et les offices intégralement lus ne peuvent être qu'une conséquence de l'absence de chanteurs qualifiés.

### Les chantres
Les chantres sont, comme en Occident, au centre même de toute action liturgique dans l'histoire du monde oriental, et notamment autour de Constantinople : l'un des plus grands hymnographes de l'histoire du rite byzantin, saint Romain le Mélode, aurait lui-même été chantre à la basilique Sainte-Sophie ; cette même basilique salariait des chantres pour l'exécution du chant liturgique lors des offices. Historiquement, seuls les hommes étaient admis dans le kliros, à l'exception des monastères féminins où le chœur se composait des moniales capables de chanter. Chanter dans le kliros imposait de revêtir l'exorasson (la soutane extérieure). On chante dans le kliros habituellement, mais certaines sections des offices peuvent exiger d'être exécutées en procession, ou au centre de l'église (lectures bibliques, catabases à la fin des odes du canon...) Avec l'introduction de la polyphonie à l'occidentale à l'époque moderne en Russie, les chœurs mixtes se généralisèrent, en même temps que l'habitude de rester en vêtements civils, même pour les hommes, apparaissait. Dans la pratique russe actuelle, seuls les lecteurs ordonnés portent la soutane dans le chœur ; dans la pratique grecque, il est fréquent que tous la portent. Dans les documents préparatoires au Concile de Moscou, les évêques font observer que le développement de la musique savante dans les chants liturgiques avaient permis de confier la direction des offices à des chantres et chefs de chœur ignorants et peu respectueux du mystère des offices.
Les chantres ont pour fonction : de lire les psaumes et prières, et de chanter les psaumes indiqués et les hymnes. Lorsqu'une lecture de psaumes, ou un chant spécifique doit s'effectuer non pas dans le chœur, mais au milieu de l'église (lecture de l'hexapsalme, chant du psaume 140 dans la liturgie des Dons Présanctifiés...), c'est aussi à un membre du chœur de s'en charger. Dans le monde grec, il est fréquent que des membres du clergé célébrant chantent eux-mêmes certaines hymnes ; c'est bien plus rare dans le monde russe.
Le chantre principal, qui a autorité sur les autres et sur ce qui se fait dans le kliros, est appelé protopsalte (du grec premier parmi les chanteurs) ; on parle souvent de chef de chœur là où on a l’usage de la polyphonie. Le psaltiste est celui qui annonce les hymnes ou prokimena, et entonne les versets recto tono avant que le chœur de ne les complète en chantant. Ces deux fonctions peuvent se recouper. Enfin, le typicariste, qui peut théoriquement ne pas être un chantre, est celui qui est chargé d'indiquer quelles hymnes doivent être chantées en fonction du jour et de l'heure liturgique, selon le Typikon.

## Protestantisme
Dans les églises réformées, le chantre dirige le chant des psaumes dans le temple ; il est assis près de la chaire. Il peut également jouer de l'orgue.

## Christianisme évangélique
Dans le christianisme évangélique, le ministère du chantre est appelé conducteur de louange et a pour fonctions de diriger la louange lors des services ,. Il dirige également les répétitions avec l’équipe de louange . Une formation en louange est offerte dans certains collèges bibliques .

## Sources et références
- Migne, Nouvelle Encyclopédie théologique, volume 29
- Martigny, Dictionnaire des antiquités chrétiennes

### Iconographie
- Chantre église Arras
- Chantres et Chantre sur la Base enluminure BnF
- Chantres et Chantre sur la base Liber Floridus